# The Ting Tings
The Ting Tings is een Brits indie-pop duo. Het duo is opgericht in Salford in 2006. De twee leden zijn Jules De Martino (zang, gitaar, drums) en Katie White (zang, gitaar, bass drum).
Hun single That's Not My Name behaalde op 18 mei 2008 de eerste plaats in de UK Singles Chart. Zowel dat nummer als de tweede single Shut up and let me go haalde ook in België en Nederland de hitlijsten.
In 2009 won The Ting Tings een European Border Breakers Award.
Hun tweede studioalbum Sounds from Nowheresville kwam op 24 februari 2012 uit in Nederland.
In 2014 werd That's Not My Name gebruikt in een commercial van Coca-Cola om flessen met namen te promoten.

## Privé
White en De Martino woonden jarenlang samen, maar ontkenden een relatie te hebben, tot ze een kind kregen en in een interview wel toe moesten geven samen een langdurige relatie te hebben.

## Discografie

### Albums
| Album met eventuele hitnotering(en) in de Nederlandse Album Top 100 | Datum van verschijnen | Datum van binnenkomst | Hoogste positie | Aantal weken | Opmerkingen |
| ------------------------------------------------------------------- | --------------------- | --------------------- | --------------- | ------------ | ----------- |
| We Started nothing                                                  | 30-05-2008            | 09-08-2008            | 20              | 14           |             |
| Sounds from Nowheresville                                           | 24-02-2012            | 03-03-2012            | 53              | 1            |             |

| Album met hitnotering(en) in de Vlaamse Ultratop 200 albums | Datum van verschijnen | Datum van binnenkomst | Hoogste positie | Aantal weken | Opmerkingen |
| ----------------------------------------------------------- | --------------------- | --------------------- | --------------- | ------------ | ----------- |
| We Started Nothing                                          | 30-05-2008            | 31-05-2008            | 38              | 28           |             |
| Sounds from Nowheresville                                   | 24-02-2012            | 03-03-2012            | 67              | 3            |             |

### Singles
| Single met eventuele hitnotering(en) in de Nederlandse Top 40 | Datum van verschijnen | Datum van binnenkomst | Hoogste positie | Aantal weken | Opmerkingen                 |
| ------------------------------------------------------------- | --------------------- | --------------------- | --------------- | ------------ | --------------------------- |
| That's Not My Name                                            | 2008                  | -                     |                 |              | Nr. 59 in de Single Top 100 |
| Shut Up and Let Me Go                                         | 2008                  | 13-09-2008            | tip5            | -            | Nr. 65 in de Single Top 100 |
| Wrong Club                                                    | 2014                  | 06-09-2014            | tip14           | 5            |                             |

| Single met hitnotering(en) in de Vlaamse Ultratop 50 | Datum van verschijnen | Datum van binnenkomst | Hoogste positie | Aantal weken | Opmerkingen |
| ---------------------------------------------------- | --------------------- | --------------------- | --------------- | ------------ | ----------- |
| Great DJ                                             | 2008                  | 26-04-2008            | 47              | 5            |             |
| That's Not My Name                                   | 2008                  | 06-09-2008            | 48              | 1            |             |
| Shut Up and Let Me Go                                | 2008                  | 20-09-2008            | 31              | 9            |             |
| We Walk                                              | 2009                  | 11-04-2009            | tip8            | -            |             |
| Hands                                                | 2010                  | 23-10-2010            | 26              | 4            |             |
| Wrong Club                                           | 2014                  | 13-09-2014            | tip53           | -            |             |
| Do It Again                                          | 2014                  | 22-11-2014            | tip38           | -            |             |